# Massacre de Fastov
Le massacre de Fastov est un pogrom perpétré par des unités de l'Armée blanche contre la population juive de la ville ukrainienne de Fastov (aujourd'hui Fastiv) en septembre 1919.

## Déroulement
Le massacre a eu lieu du 23 au 26 septembre, lorsque des troupes blanches de l'armée des volontaires, principalement des cosaques du Terek, sont entrées dans la ville sous la direction du colonel V.F. Belogortsev et ont fait du porte-à-porte, tuant les Juifs. L'historien Oleg Budnitskii a écrit que les Cosaques demandaient de l'argent aux Juifs et torturaient ceux qui ne pouvaient pas en donner. Les corps démembrés des Juifs "étaient donnés aux chiens et aux porcs". Des témoins rapportent que la majorité des victimes ont été tuées alors qu'elles étaient alignées contre les murs de la synagogue, et que les tueurs se sont livrés à un pillage intensif des biens juifs et à des viols collectifs de femmes et de jeunes filles.
Les soldats ont régulièrement maltraité des civils juifs pour s'amuser, notamment un garçon qui a été forcé de pendre son propre père, et dans d'autres cas, ils ont forcé des fuyards à rentrer dans leurs maisons en flammes. Plus de 200 maisons juives ont été détruites et de nombreux magasins et institutions communautaires juifs ont également été pris pour cible,.
L'anarchiste juive lituanienne-américaine Emma Goldman se souvient que lorsqu'elle est arrivée dans la ville, les habitants lui ont parlé de "pogroms effrayants... dont le plus terrible a été perpétré par Dénikine...". 4 000 personnes ont été tuées et plusieurs milliers sont mortes des suites des blessures et du choc. Sept mille personnes périrent de faim et de froid sur la route de Kiev... La plus grande partie de la ville a été détruite ou brûlée ; beaucoup de Juifs âgés ont été enfermés dans la synagogue et y ont été assassinés, tandis que d'autres ont été conduits sur la place publique où ils ont été massacrés".

## Bilan humain
La journaliste anglaise Anna Reid estime que 1 500 Juifs sont morts dans le massacre, tandis que Nicolas Werth donne une fourchette plus large de 1 000 à 1 500. Budnitskii réduit le nombre de morts à 1 300-1 500 sur une population de 10 000 Juifs.